# Andreas Stokbro
Andreas Stokbro Nielsen (* 8. April 1997 in Brøndby) ist ein dänischer Radrennfahrer.

## Sportlicher Werdegang
Als Junior machte Stokbro durch eine Reihe von Top-10-Platzierungen auf sich aufmerksam, unter anderem mit einem Etappensieg bei der Trofeo Karlsberg. Mit dem Wechsel in die U23 wurde er 2016 Mitglied im UCI Continental Team Riwal Plattform Cycling. Bei der Tour of Estonia 2018 erzielte er seinen ersten Erfolg auf der UCI Europe Tour, ein Jahr später gewann er das U23-Rennen der Flandern-Rundfahrt.
Zur Saison 2020 wechselte Stokbro zum Team NTT Pro Cycling, das ein Jahr später als Qhubeka NextHash in die UCI WorldTour aufstieg. In den zwei Jahren beim Teim blieb er ohne zählbare Erfolge, so dass er nach dessen Auflösung kein neues Team auf WorldTour-Niveau fand und den Schritt zurück in die UCI Europe Tour gehen musste.
In der Saison 2022 fuhr Stokbro für das dänische Team Coop. Mit dem neuen Team kehrte er in die Erfolgsspur zurück und konnte mehrere Erfolge seinem Palmarès hinzufügen, unter anderem bei der Oberösterreich-Rundfahrt. Zur Saison 2023 wechselte er in das neu gegründete Team Leopard TOGT Pro Cycling, für das er mit Gylne Gutuer und dem Grand Prix de la Ville de Lillers zwei Saisonerfolge einfahren konnte.
Nachdem sein Team bereits nach einem Jahr aufgelöst worden war, wurde Stockbro zur Saison 2024 im neu als UCI ProTeam lizenzierten Team TDT-Unibet. Beste Platzierung in der Saison 2024 war der dritte Platz beim Grand Prix Cerami.

## Erfolge
2015
- eine Etappe Trofeo Karlsberg
- Punktewertung Grand Prix Rüebliland

2016
- eine Etappe ZLM Tour

2018
- eine Etappe, Punktewertung und Nachwuchswertung Tour of Estonia
- Mannschaftszeitfahren Tour de l’Avenir

2019
- Flandern-Rundfahrt U23

2022
- Grand Prix Herning
- eine Etappe und Punktewertung Oberösterreich-Rundfahrt
- eine Etappe Tour du Loir-et-Cher